# Hormathiidae
Los hormátidos (Hormathiidae) son una familia de anémonas de mar de la clase Anthozoa. 
Habitan mayoritariamente en aguas profundas, aunque se distribuye en todos los mares y latitudes, desde el Ártico a la Antártida. Algunos de sus miembros conviven frecuentemente en simbiosis con crustáceos y moluscos.

## Características
Esta familia se caracteriza por tener un solo tipo de nematocisto en el acontia, un esfínter mesogloeal marginal, y la columna divisible en dos regiones y, normalmente, provista con cutículas y tubérculos.

## Géneros
El Registro Mundial de Especies Marinas acepta los siguientes géneros:
- Actinauge Verrill, 1883
- Adamsia Forbes, 1840
- Allantactis Danielssen, 1890
- Amphianthus R. Hertwig, 1882
- Calliactis Verrill, 1869
- Cataphellia Stephenson, 1931
- Chondranthus Migot & Portmann, 1926
- Chondrophellia Carlgren, 1925
- Cricophorus Carlgren, 1924
- Gliactis
- Heliactis
- Hormathia Gosse, 1859
- Hormathianthus Carlgren, 1943
- Monactis Riemann-Zurneck, 1986
- Paracalliactis Carlgren, 1928
- Paractinia Andres, 1883
- Paraphellia Haddon, 1889
- Paraphelliactis Carlgren, 1928
- Phelliactis Simon, 1892
- Stephanauge Verrill, 1899
- Stephanthus

## Galería

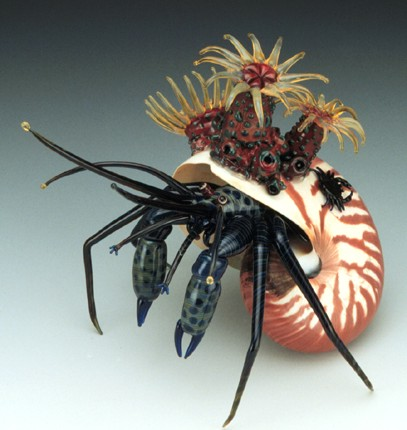
Adamsia palliata en Eupagurus prideauxi.
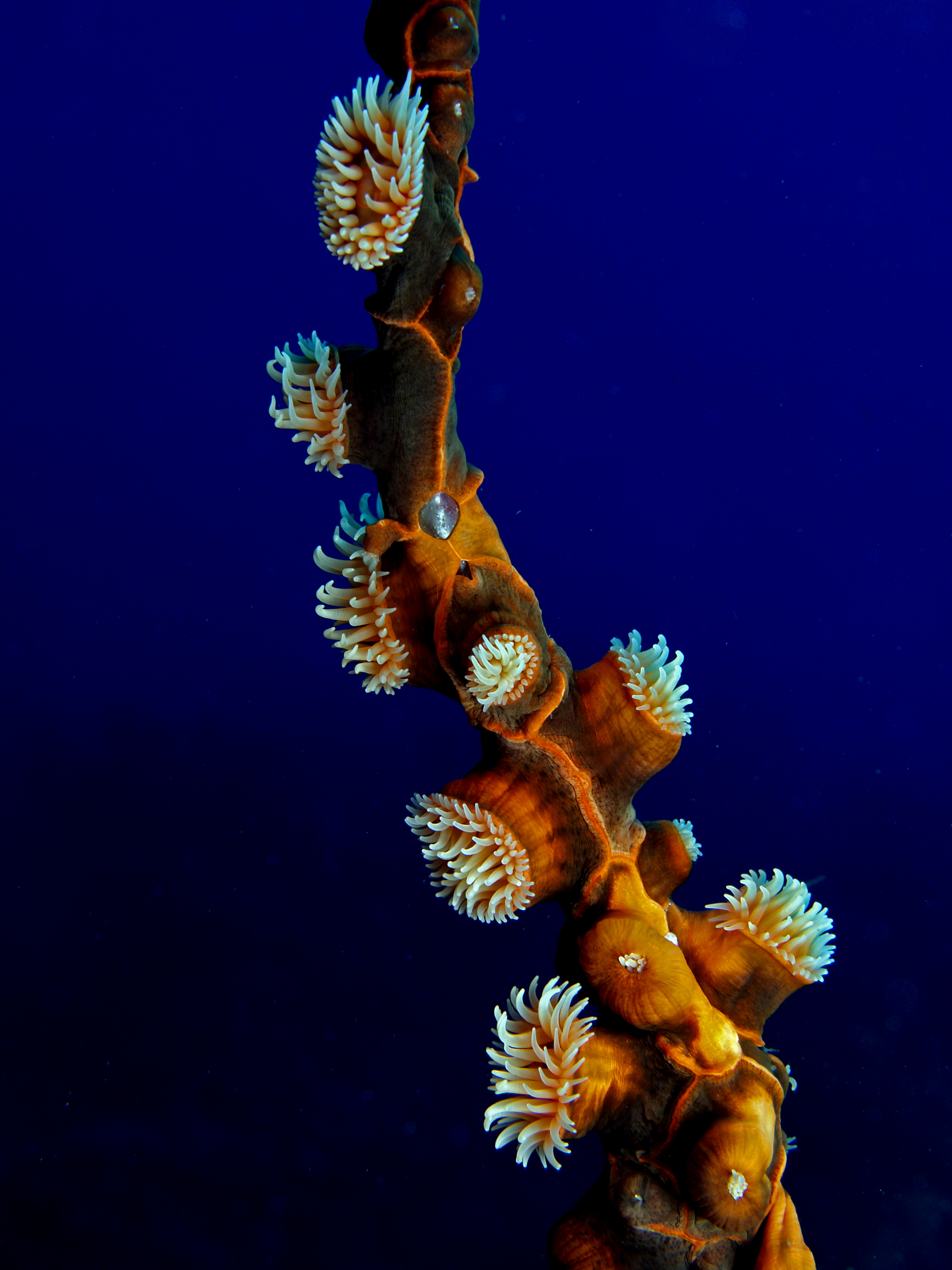
Amphianthus sp. colonizando una gorgonia.
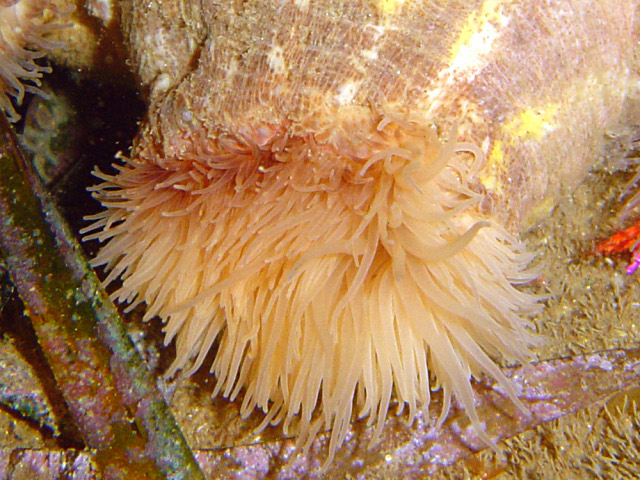
Calliactis parasitica en Águilas, España.
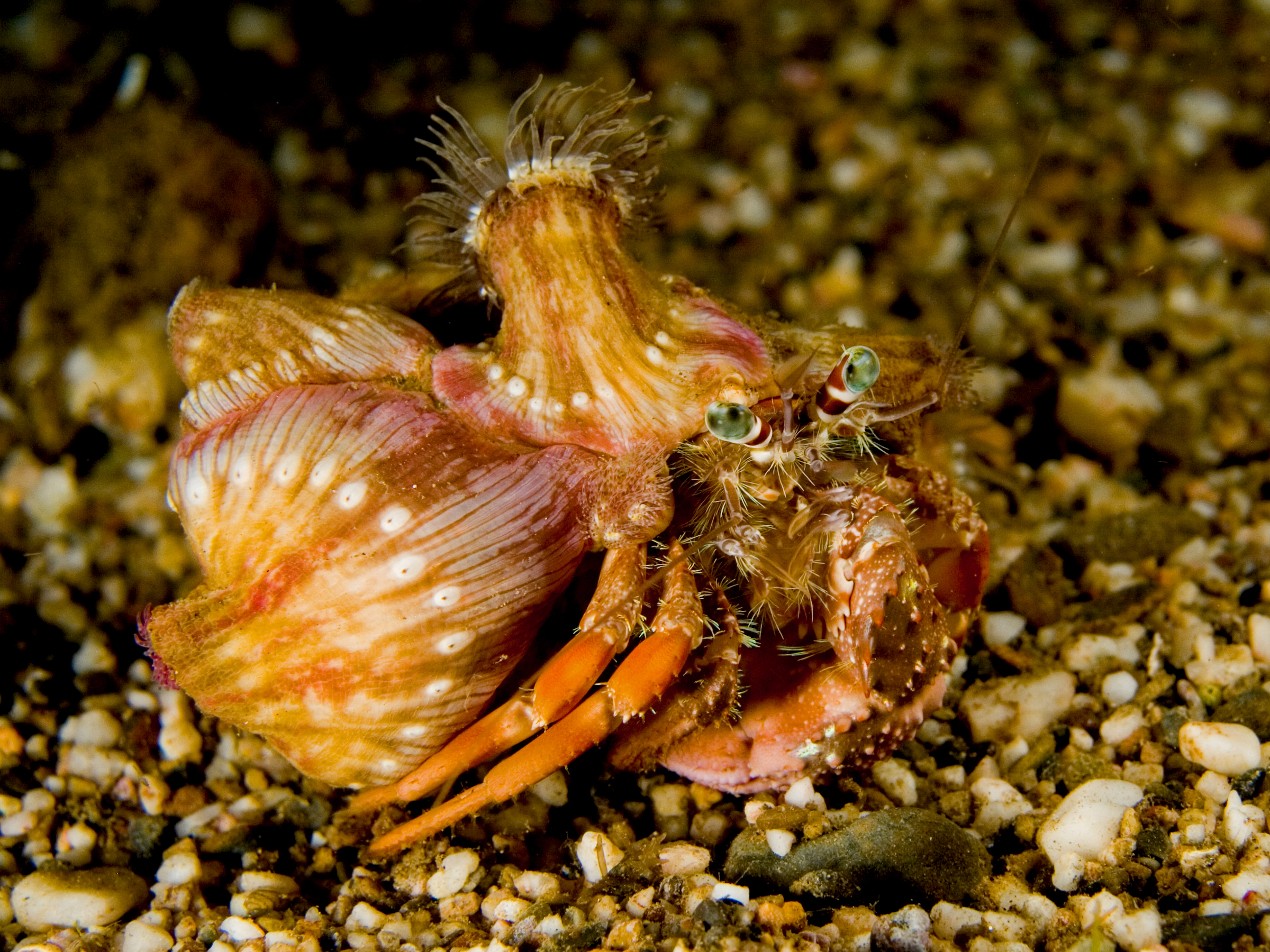
Tres ejemplares de Calliactis sp. sobre Dardanus pedunculatus